# Jelenlét (folyóirat)
A Jelenlét irodalmi és művészeti folyóirat (1972–1976, 1981–1983, 1989, 1997–1998). 1998-tól Budapesti Jelenlét címen folytatódik.

## Története
A Jelenlét az Eötvös Loránd Tudományegyetem Bölcsészettudományi Karán fiatal irodalmárok kezdeményezésére indult. 1972-től felelős szerkesztője Csaplár Vilmos, szerkesztők: Sárándi József, Szilágyi Ákos, Vámos Miklós. 1974-től felelős szerkesztő Kulin Ferenc, főszerkesztő Szilágyi Ákos. 1975-től főszerkesztő Fürjes Péter, felelős szerkesztő pedig Kulin Ferenc. 
Öt év szünet után 1981-ben újult meg a lap, megjelenése rendszeressé vált. 1981–1983 között a Jelenlét vezető szerkesztője Petőcz András, aki ekkor a lap mellett megszerveződött Alkotókör irányítója is; az egyetem által kijelölt felelős szerkesztő oktató Csűrös Miklós. A lap szerkesztőségi munkatársa Császár László, Kukorelly Endre és Sziládi Zoltán. 1989-ben a szerkesztőség átalakul; ekkor a felelős szerkesztő Csűrös Miklós lesz, szerkesztők: Farkas Gábor, Petőcz András, Sziládi Zoltán. 1997-től Petőcz András a Jelenlét főszerkesztője, aki 1998-tól aztán Budapesti Jelenlét néven viszi tovább a lapot, amit a Médium-Art Stúdió jelentet meg. 
A Jelenlét mindig az underground, az avantgárd, az alternatív irodalom és művészet lapja volt. 1981-től az akkor szerveződő demokratikus ellenzékkel is kapcsolatban állt. Márton László, Garaczi László és Petőcz András a Jelenlétben kezdték a pályájukat, de itt publikált Szent-Iványi István is. 1989-ben különszámban (Szógettó) mutatták be a 70-es évek avantgárd törekvéseit, Erdély Miklós, Szentjóby Tamás, Hajas Tibor munkáit.